# Pagoda Hsinbyume
La pagoda Hsinbyume (in birmano ဆင်ဖြူမယ်စေတီ, pron. [sʰɪ̀ɰ̃ pʰjù mɛ̀ zèdì], lett. "pagoda dell'elefante bianco"), conosciuta anche come pagoda Myatheindan (မြသိန်းတန်စေတီ), è una pagoda situata a Mingun, nella regione di Sagaing in Myanmar, sulla sponda occidentale del fiume Irrawaddy.
Si trova a circa dieci chilometri a nord-ovest di Mandalay e a circa 550 metri dal Pahtodawgyi, il più grande e incompiuto stupa del mondo, fatto di mattoni e tegole.
L'edificio è dipinto di bianco e si ispira alla descrizione fisica della montagna sacra buddista, il Monte Meru, nota ai birmani col nome di Myenmho Boung မြင်းမိုရ်.
Per i pellegrini buddisti che vi si recano a visitarla in gran numero, la pagoda avrebbe il potere di esaudire i desideri.

## Storia
La data della sua costruzione non è certa. Donald Stadtner, nel riportare quanto ipotizzato dallo storico burmese Tun Aung Chain, la colloca intorno al 1802, la sua conclusione nel 1807-1808, all'apice della prosperità della dinastia Konbaung, e ne attribuisce la paternità al principe Bagyidaw, regnante dal 1819 al 1837, nipote del re Bodawpaya.
Edward Bosc Sladen (1831-1890), un ufficiale dell'esercito indiano che prestò servizio in India e Birmania, autore di un saggio pubblicato nel 1868 sulla pagoda Hsinbyume, da lui chiamata Senbyu (trad.: elefante bianco), riporta invece che essa sarebbe stata completata nell'anno birmano 1178, corrispondente al 1816 d.C.
Mingun, che significa "casa di riposo reale", acquisì importanza quando il re Bodawpaya scelse questo territorio rurale come luogo di ritiro privilegiato, lontano dai tumulti della città, dopo aver trasferito la capitale ad Amarapura nel 1783. Sia la famiglia reale che l'entourage di governo, avrebbero provveduto ad abbellirlo con santuari e pagode. Lo stesso re avrebbe fatto costruire un palazzo temporaneo su un'isola sul fiume Irrawaddy per seguire personalmente la costruzione dello stupa Pahtodawgyi.
Portata a termine dal figlio, la pagoda sarebbe stata da questi dedicata alla memoria della sua prima consorte e cugina, la principessa Hsinbyume (ဆင်ဖြူမယ်, lett. elefante bianco), da cui avrebbe preso il nome, morta di parto nel 1812. La data della sua scomparsa porterebbe ad accreditare maggiormente verso il 1816 l'ipotesi della costruzione della pagoda.
Parzialmente crollata dopo il terremoto del 1839, è stata restaurata dal re Mindon nel 1874, che probabilmente ne ricostruì interamente la parte centrale.

## Descrizione
Le dimensioni e la configurazione la rendono un'opera unica nell'architettura buddista tradizionale, immediatamente distinguibile nella categoria di strutture simili presenti in Birmania.
La pagoda simboleggia il mitico Monte Meru, il centro del cosmo secondo la mitologia buddista.

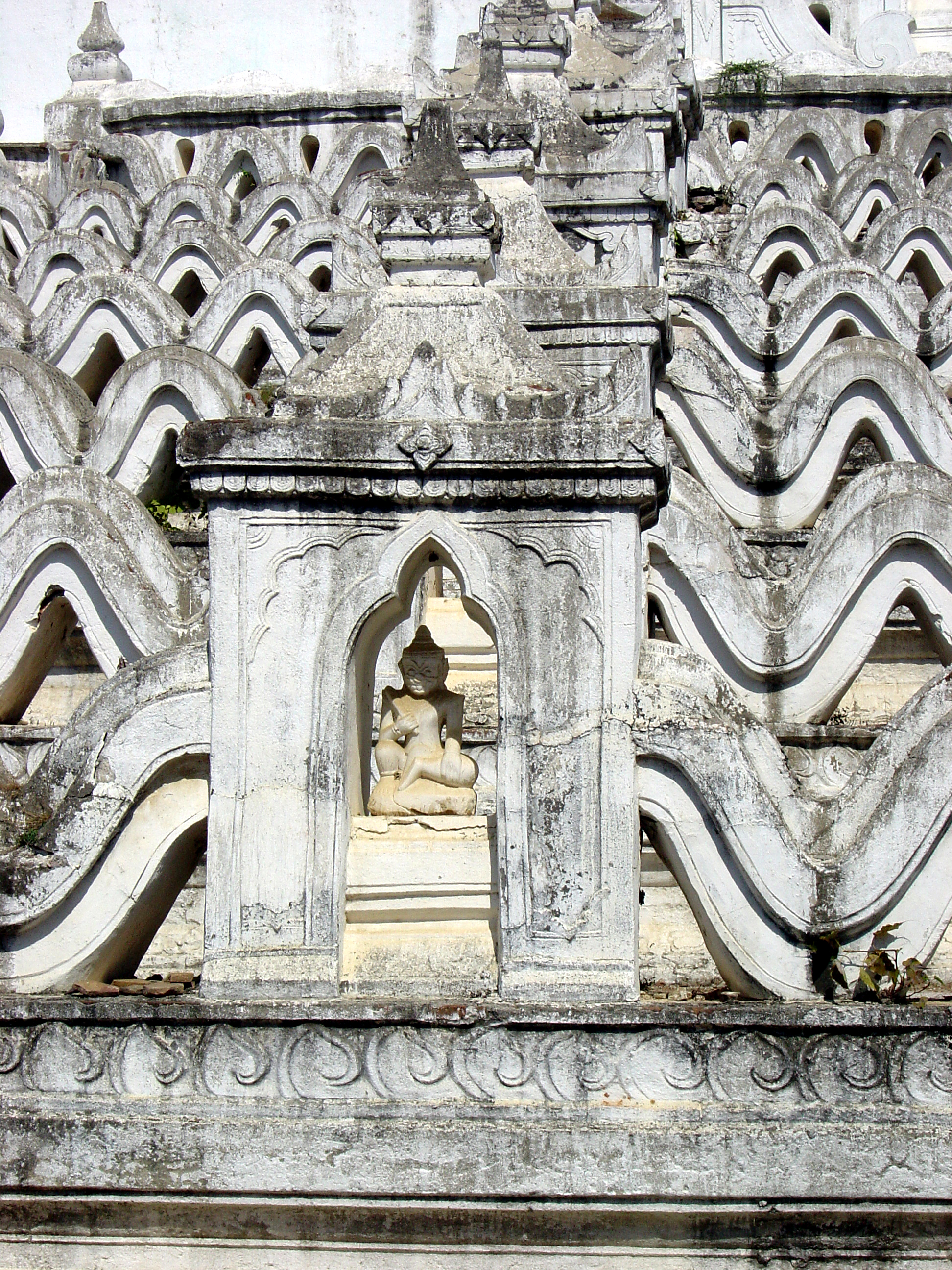
Una piccola statua di Buddha incastonata tra le onde dei sette mari che secondo la mitologia circondano il Monte Meru

La parte inferiore, costituita da sette terrazze concentriche con parapetti ondulati, rappresenta le sette catene montuose che salgono fino al Monte, e le onde che decorano le terrazze, i sette fiumi che lo circondano. Ogni terrazza è separata dall'altra da un'altezza uniforme di 150 centimetri e simboleggia la graduale ascesa all'illuminazione.
Il muro di cinta più esterno, alto circa 250 centimetri, spesso oltre un metro e di oltre 650 metri di circonferenza, rappresenta il "muro di ferro", o chakkavala, posto come contenimento del "mondo dei desideri", uno dei tre piani di esistenza previsti nella cosmologia theravada.
Secondo Sladen esso raffigura il mostro acquatico Ananda che circonda la collina con il suo corpo, disegnando un cerchio completo, chiuso dalla coda che tiene in bocca.
Intorno alla base si sviluppano cinque file ascendenti di nicchie poste su pilastri arcuati e contenenti figure di marmo. Nella fila superiore si trovano i Quattro Re Celesti (Cāturmahārājakāyika) e i guardiani (asura) che Sakra nominò per proteggere il Monte Meru dai demoni celesti (kumbhanda e yakṣa), situati nelle nicchie inferiori. Più in basso numerose nicchie ospitano al proprio interno spiriti nāga e uccelli mitologici (garuda).
La posizione di queste figure può essere variata nel corso del tempo, così come non è certo se questa parte centrale dell'opera sia quella originale o se sia stata realizzata nella ricostruzione seguita al terremoto del 1839.
Sulla facciata est si trova una tripla scalinata, da cui secondo la mitologia buddista sarebbe sceso Buddha per recarsi sulla terra dopo aver predicato l'Abhidhamma a sua madre e agli dei durante i tre mesi della stagione delle piogge.
La torre centrale figura i pendii e la cima del Monte Meru, sulla cui sommità si trova il Paradiso dei Trentatré Dei, o Tāvatiṃsa, governato dal dio Sakra. Salendo ripide scale si giunge in una galleria che porta ad una cella con la statua del Buddha.
In una sua visita alla pagoda di Mingun nel 1855, Henry Yule rilevò che il monumento presentava una notevole somiglianza con Borobudur, il grande antico tempio piramidale situato in Indonesia, a terrazze concentriche, anch'esso progettato per rappresentare simbolicamente il Monte Meru.
Una cosmologia quasi identica si troverebbe in Thailandia e Cambogia.

## Stato della pagoda
La pagoda è stata in parte distrutta da un terremoto nel 1839 e restaurata da re Mindon nel 1874. È stata nuovamente danneggiata durante il terremoto del Myanmar del 2025, che ne ha provocato il crollo della parte superiore.

## Galleria d'immagini

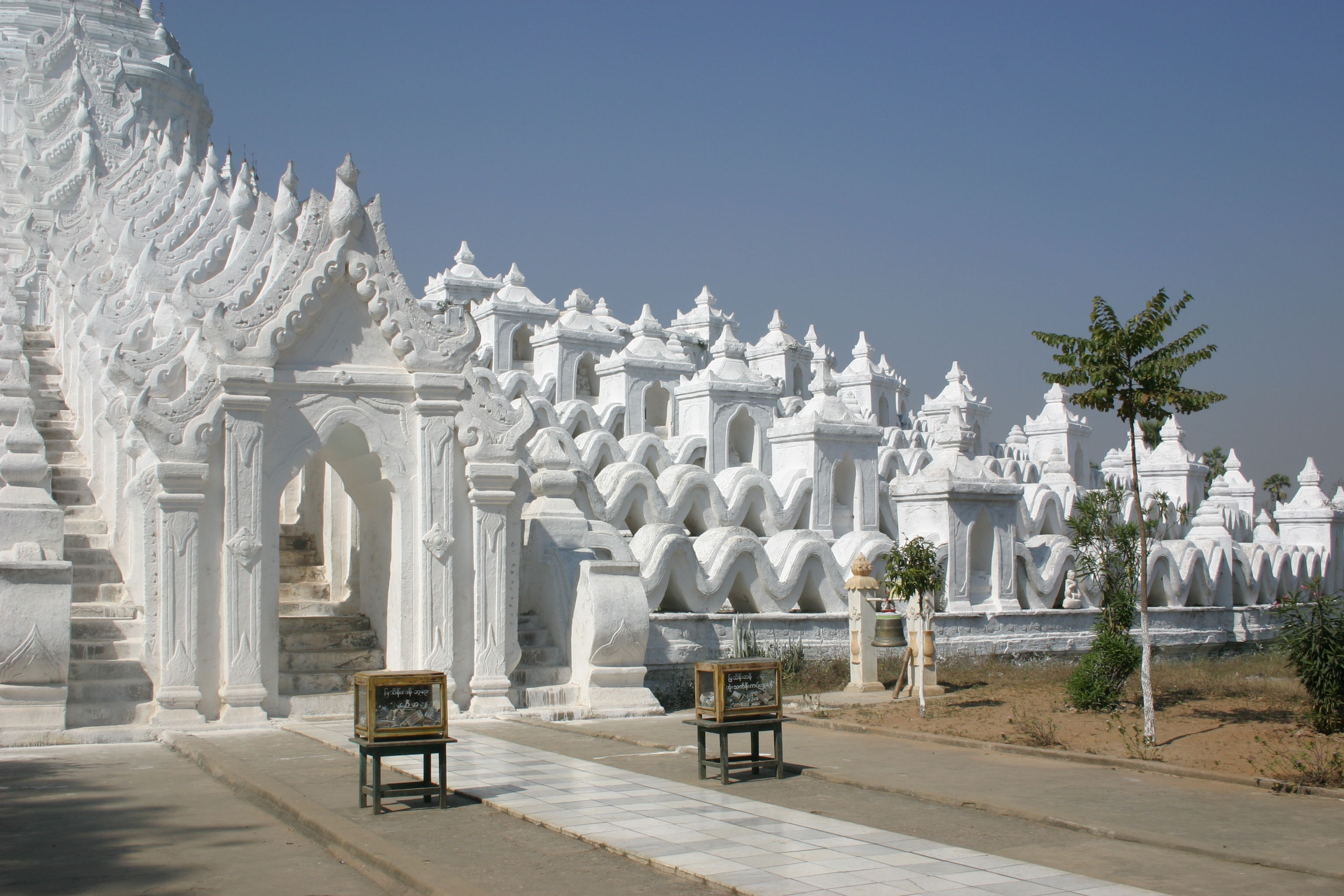
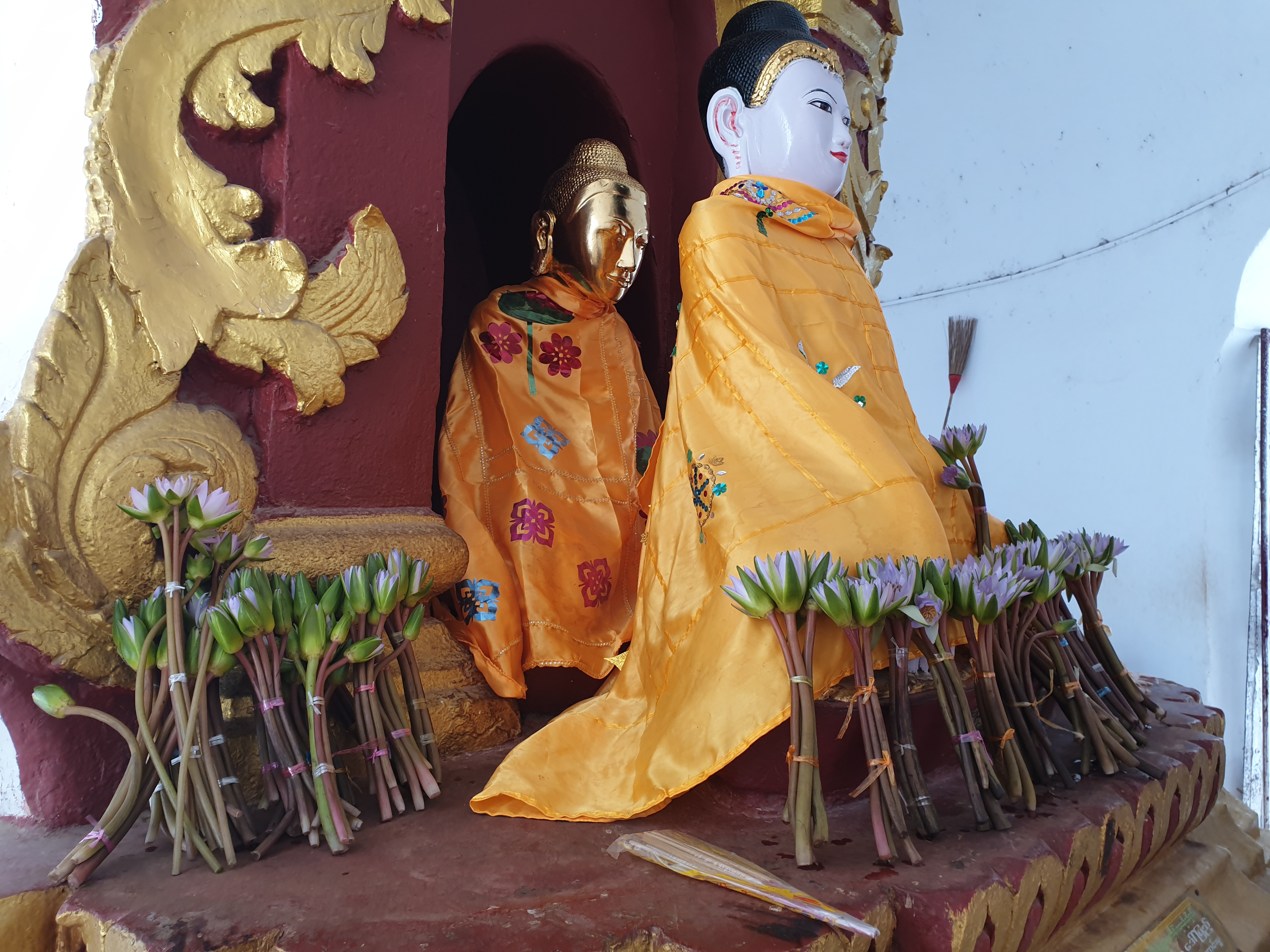
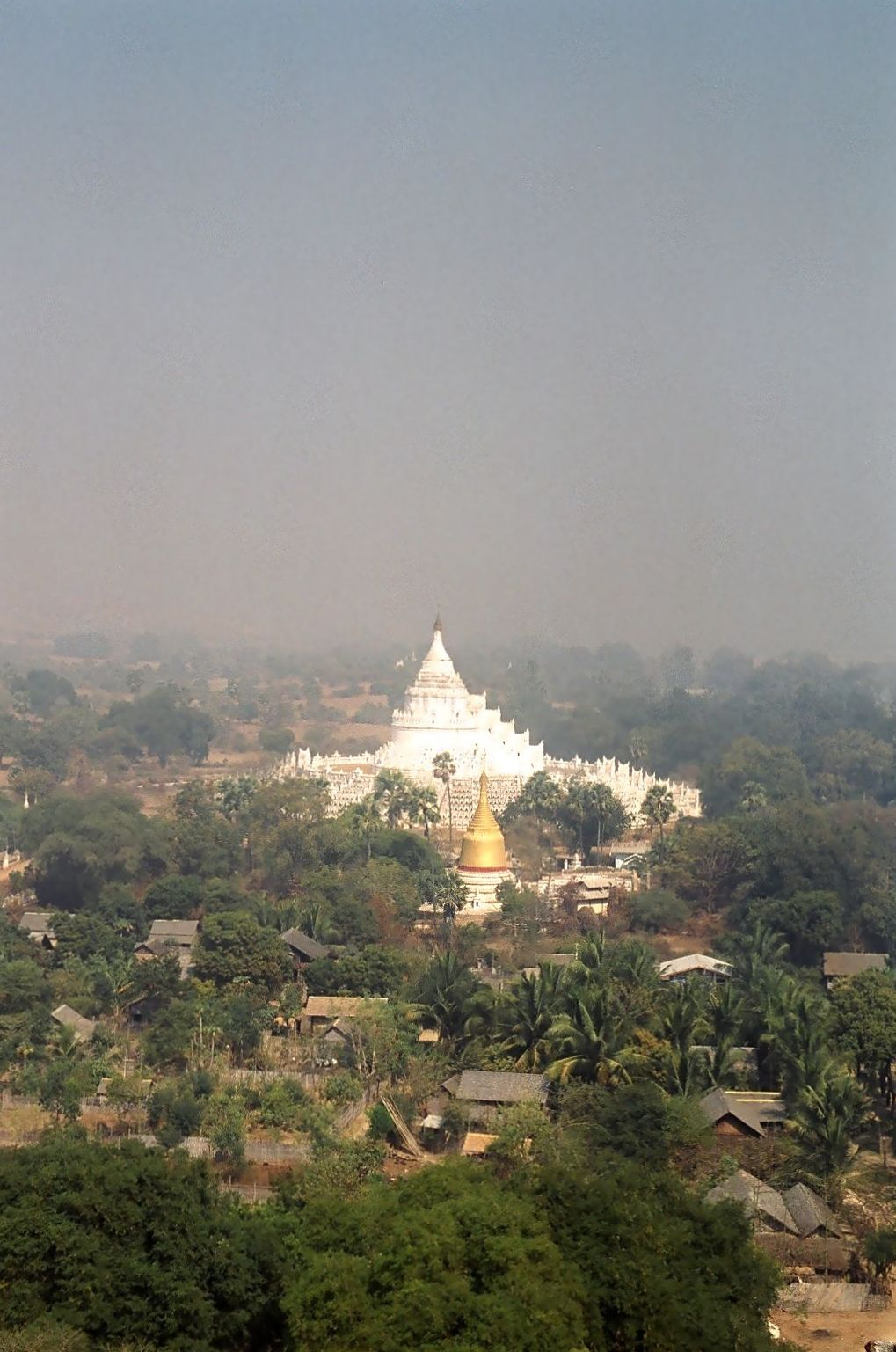
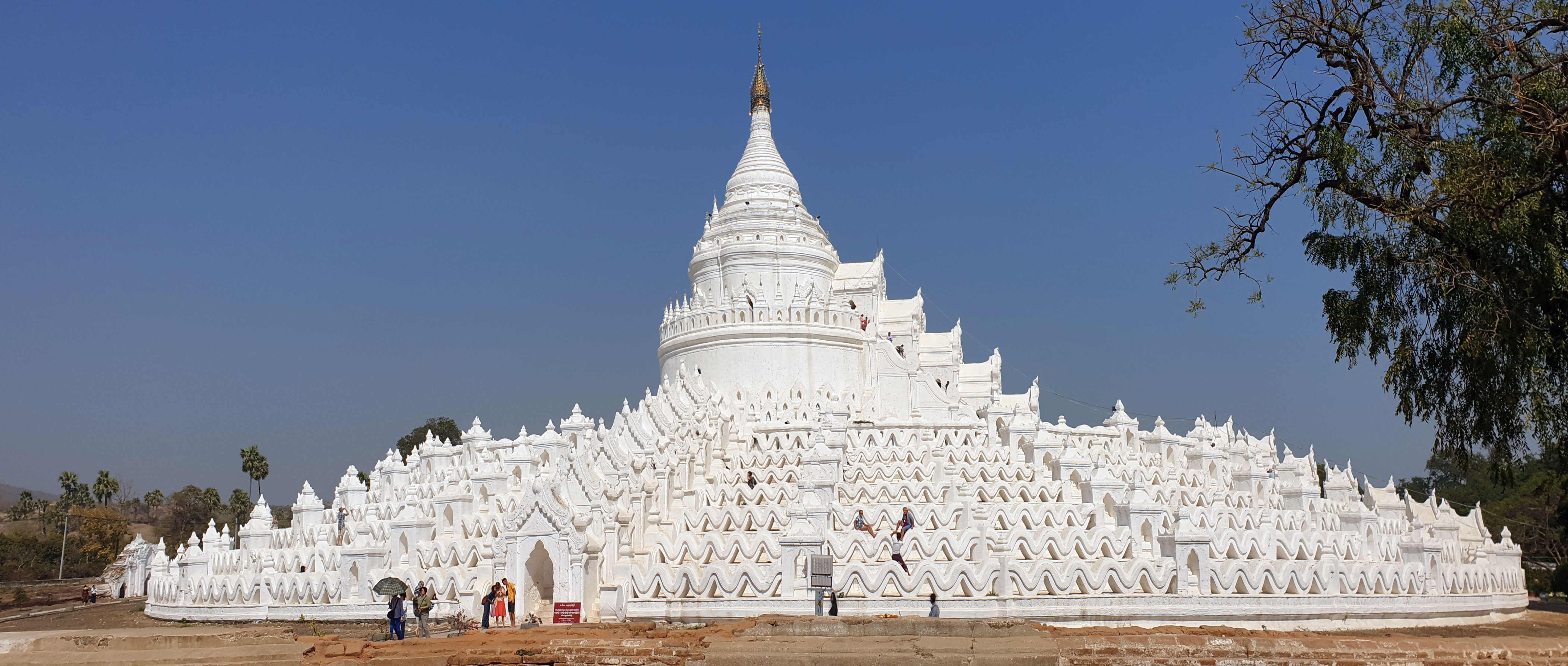